# Écoute (magazine)
Pour les articles homonymes, voir Écoute.
écoute est un magazine de langue créé en 1984.
Il est publié par la maison d'édition Spotlight Verlag à Munich/Planegg en Allemagne. Mensuel, il est destiné aux Allemands, Suisses et Autrichiens souhaitant apprendre le français. Les articles, en français, sont complétés par la traduction en allemand d'une partie de leur vocabulaire. En outre, des exercices de langue sont proposés. Le magazine a plusieurs suppléments : un supplément destiné aux enseignants, Écoute en classe, un supplément audio,  Écoute audio, un supplément d'exercices, Écoute Plus. Le tirage actuel du magazine Écoute est 62 540 exemplaires chaque mois.